# Televisietoren Roermond
De Radio- en televisietoren Roermond is een straalverbindingstoren met zendmast in de Nederlandse gemeente Roermond voor het uitzenden van radio- en televisiesignalen, dataopslag en (mobiele) telecommunicatie. De eerste televisiezender werd op 1 september 1958 in gebruik genomen.  Op 14 oktober 1958 werd de openingsceremonie gehouden en verricht door de burgemeester van Roermond Robert Geuljans, in plaats van de door familieomstandigheden verhinderde Limburgse gouverneur. De toren inclusief mast heeft een hoogte van 157 meter (tot 2007: 176 meter).  De toren is opgetrokken uit gewapend beton. Hij staat Op de Meulenberg in de wijk Roer-Zuid. De toren is van hetzelfde type als die in Markelo en deels ook hetzelfde type als IJsselstein en Smilde.

## Voorgeschiedenis
De Nederlandse regering richt in 1935 de Nozema op. Deze kreeg op grond van de Radio‐Omroep‐Zender‐wet een monopolie op de distributie van omroepsignalen (eigenaar van omroepzenders en masten).
Tot 1990 was de PTT verantwoordelijk voor het beheer van omroeptorens, masten en zendmiddelen voor de omroepen.
In 1954 nam de regering het besluit televisie landelijk in te voeren. Behalve de zender Lopik en de Philips zender in Eindhoven kwamen er ook televisiezenders in de gemeentes  Smilde, Goes, Markelo, Roermond en een tijdelijke zender in Mierlo. Het werd niet nodig geacht de Rijksgebouwendienst  voor en tijdens de bouw toezicht te laten houden in Roermond en Markelo. Voor en tijdens de bouwperiode was er een landelijk tekort aan bouwvakkers. Nog geen vrije zaterdag en vanaf 1956 tien dagen betaalde bouwvakvakantie. Vanwege o.a. het weer en personeelsverloop bij IGB waren er veel uitvaldagen.

## Constructie
Op 1 juli 1955 werd in opdracht van de PTT begonnen met de bouw en op 6 juli 1955 werd de eerste van de 109 Franki-palen geheid. Op 9 augustus 1957 stond de betonnen kroon op de toren en was de ruwbouw klaar. Zes weken later bereikten de Duitse mastbouwers de top op 160 meter (157 m maaiveldhoogte). 
De betonconstructie is circa 111 meter hoog (108,5m maaiveldhoogte) (NAP: +22 m) en heeft een binnendiameter van ongeveer 12 meter. De betonnen funderingsplaat waarop de toren rust meet 18 meter in doorsnee en is 2 meter dik. Op de toren staat een buismast die reikt tot circa 143 meter hoogte. De buismast heeft een diameter van 1,6 meter en staat ingeklemd in een betonnen koker die rust op de vloer van de bovenste verdieping. In 1957 werd er nog een 14 meter lange (rood-wit gekleurde) vakwerkmast op de buismast geplaatst om er de VHF-zendantennes aan te bevestigen.
 Tweede televisiezender
In verband met de komst van het tweede net werd er door de firma De Vries Robbé in augustus 1964 nog een vakwerkconstructie op de mast gemonteerd. De antennebouwers van Rohde & Schwarz plaatsten daarna een mantel van kunststof (polyester) rondom de nieuwe mast om de UHF-zendantennes te beschermen. De top reikte daarna tot ruim 170 meter hoogte. De tweede zender werd op  15 juli 1965 geactiveerd.

## FM-radio
Op 21 april 1964 werden de FM-zenders in de toren van  Mierlo voor de laatste keer uitgeschakeld en in Roermond voor het eerst ingeschakeld.
De volgende zenders zenden uit via deze zendmast:
- NPO Radio 2 100 kW 88,2 MHz
- NPO 3FM 100 kW 90,9 MHz
- NPO Klassiek 100 kW 94,5 MHz
- Qmusic Limburg 0,3 kW 96,1 MHz
- L1 Radio 100 kW 100,3 MHz
- Skyradio 1,7 kW 101,6 MHz
- Radio 538 2,5 kW 102,3 MHz
- NPO Radio 1 100 kW 104,8 MHz

## Veiligheid
In 1964 werd er  een ernstige vorm (evenals aan de toren van Markelo) van betonrot geconstateerd wegens een constructiefout. Een PTT-er ontsnapte ternauwernood aan een brok vallend beton.

## Digitalisering
Omdat de NPO
op 11 december 2006 was gestopt met het uitzenden van analoge televisie via de ether werden in augustus 2007 alle antennes voor de analoge tv van de mast verwijderd. De bijna 19 meter lange en 1,60 meter dikke kunststof cilinder werd daarbij met hulp van een helikopter van de toren gelicht. De top was daarna weer net zo hoog als in 1958.

### Digitale radiozenders
- Dab+:
  - 11C Landelijk Commercieel
  - 7A Regionaal (Zuidoost Nederland)

## Eigendomsverhoudingen
Sinds het opheffen van de Nozema en privatisering van de PTT/KPN is er sprake van een ingewikkelde eigendomsconstructie: het juridische eigendom van de mast en toren ligt bij Cellnex Telecom (voorheen Alticom). Over de stalen mast heeft NOVEC contractueel het economische eigendom. Terwijl de grond waarop het geheel staat, exclusief de eerste 3 meter direct rond de betonnen toren, van KPN is. De omroepmasten van NOVEC zijn na de brand in de mast van Smilde in 2011, begin 2012 ondergebracht in een aparte Omroepmasten B.V.

## Sfeerverlichting
Op dagen als Koningsdag, carnaval en Bevrijdingsdag wordt de toren met passende kleuren in het licht gezet.